# Daulatpur (Gurdaspur)
Daulatpur is een census town in het district Gurdaspur van de Indiase staat Punjab. 

## Demografie
Volgens de Indiase volkstelling van 2001 wonen er 4544 mensen in Daulatpur, waarvan 53% mannelijk en 47% vrouwelijk is. De plaats heeft een alfabetiseringsgraad van 74%. 